# Islas Treshnish
Las Islas Treshnish forman un archipiélago de pequeñas islas e islotes en Escocia, concretamente al oeste de la isla de Mull, en el Area Council de Argyll y Bute. Son pues, parte de las Hébridas Interiores. De norte a sur, las islas más grandes incluyen:
- Cairn na Burgh Beag
- Cairn na Burgh Mòr
- Fladda,
- Sgeir an Eirionnaich
- Sgeir a' Chaisteil
- Lunga
- Bac Mòr,
- Bac Beag